# Grjotgard Håkonsson
No confundir con Grjotgard Håkonsson (vikingo)
Grjotgard Håkonsson también Grjotgard de Romsdal (n. 850) fue un jarl de Lade, hijo de Håkon Grjotgardsson (c. 820-870), padre de Håvard (n. 880) y Håkon Grjotgardsson. Murió en combate en la segunda batalla de Solskjell.